# سانت ايو (كورنوال)
سانت ايو (بالإنجليزية: St Ive)‏ هي قرية وأبرشية مدنية تقع في المملكة المتحدة في إنجلترا. يقدر عدد سكانها بـ 2,205 نسمة .